# イソライト工業
イソライト工業株式会社（イソライトこうぎょう、英: ISOLITE INSULATING PRODUCTS CO.,LTD．）は、大阪市北区中之島に本社を置く、耐火断熱煉瓦やセラミックファイバーなどの工業製品の製造販売をおこなう企業である。

## 会社概要
断熱煉瓦とセラミックファイバーの製造をおこなう。創業当初は、煉瓦建築向けに建材として工務店・建築会社に販売していた。1920年代から1940年代にかけては、藻土焜炉と耐火断熱煉瓦の生産が主力であったが、1967年よりセラミックファイバーを手がけ初め、各方面に応用化できる新素材開発に注力するようになっていった。
1970年代には温水ボイラーを発売し、ラジオ・ホーロー看板で全国的にPRをした。1983年以降は海外でも生産・販売網を拡大し特に建材メーカーとして高い評価を得ている。2004年には品川白煉瓦（現・品川リフラクトリーズ）の子会社入りし、共同事業として環境関連事業や新素材の開発・研究をおこなっている。

## 沿革
- 1927年11月25日 - 設立
- 1947年10月28日 - 昭和天皇が石川県を巡行。七尾工場が行幸先の一つとなる[2]。
- 1961年10月 - 大阪証券取引所に上場
- 2004年7月30日 - 品川白煉瓦 (現 品川リフラクトリーズ)の傘下入り
- 2013年7月16日 - 大阪証券取引所と東京証券取引所との現物株市場統合に伴い、東京証券取引所第1部に上場。
- 2022年
  - 2月25日 - 品川リフラクトリーズによる株式公開買付けが成立[3]。
  - 3月29日 - 東京証券取引所第1部上場廃止[4]。
  - 3月31日 - 株式売渡請求により、品川リフラクトリーズの完全子会社となる。

## 主な商品
工業炉の耐火物には炉内の高温環境に耐えられるだけの耐熱性や化学的安定性が求められるが、省エネルギーやカーボンニュートラルへの関心の高まりから、炉のエネルギーロス削減に寄与する材料として断熱性能の高い耐火物も求められている。
耐火煉瓦の内部に意図的に気孔を存在させることで断熱性を高めた耐火断熱煉瓦や、セラミックスを数μmの太さの繊維にすることで綿状にしたセラミックファイバーなどの断熱材料を主軸に、各種セラミックス製品を製造・販売している。
- 高温断熱ウール
  - リフラクトリーセラミックファイバー（RCF）
  - アルカリアースシリケートウール（AES）
  - アルミナファイバー（AF）
- 耐火断熱煉瓦
  - 粘土質耐火断熱煉瓦
  - 高アルミナ質耐火断熱煉瓦
- 不定形耐火物
  - 耐火モルタル
  - 無機質接着剤
  - 不定形耐火断熱材
  - コーティング材
- 高機能セラミックス
  - 高温集塵フィルター
  - 電子部品焼成用セッター
  - マイクロポーラス系超低熱伝導率ボード

## 支店・営業所
- 大阪支店 本社に併設
- 東京支店 〒101-0041 東京都千代田区神田須田町二丁目8番地 Daiwa 神田須田町ビル
- 名古屋支店 〒460-0004 愛知県名古屋市中区新栄町二丁目9番地 スカイオアシス栄
- 九州営業所 〒802-0005 福岡県北九州市小倉北区堺町一丁目2番16号 十八銀行第一生命共同ビルディング

## 営業所・研究所・工場

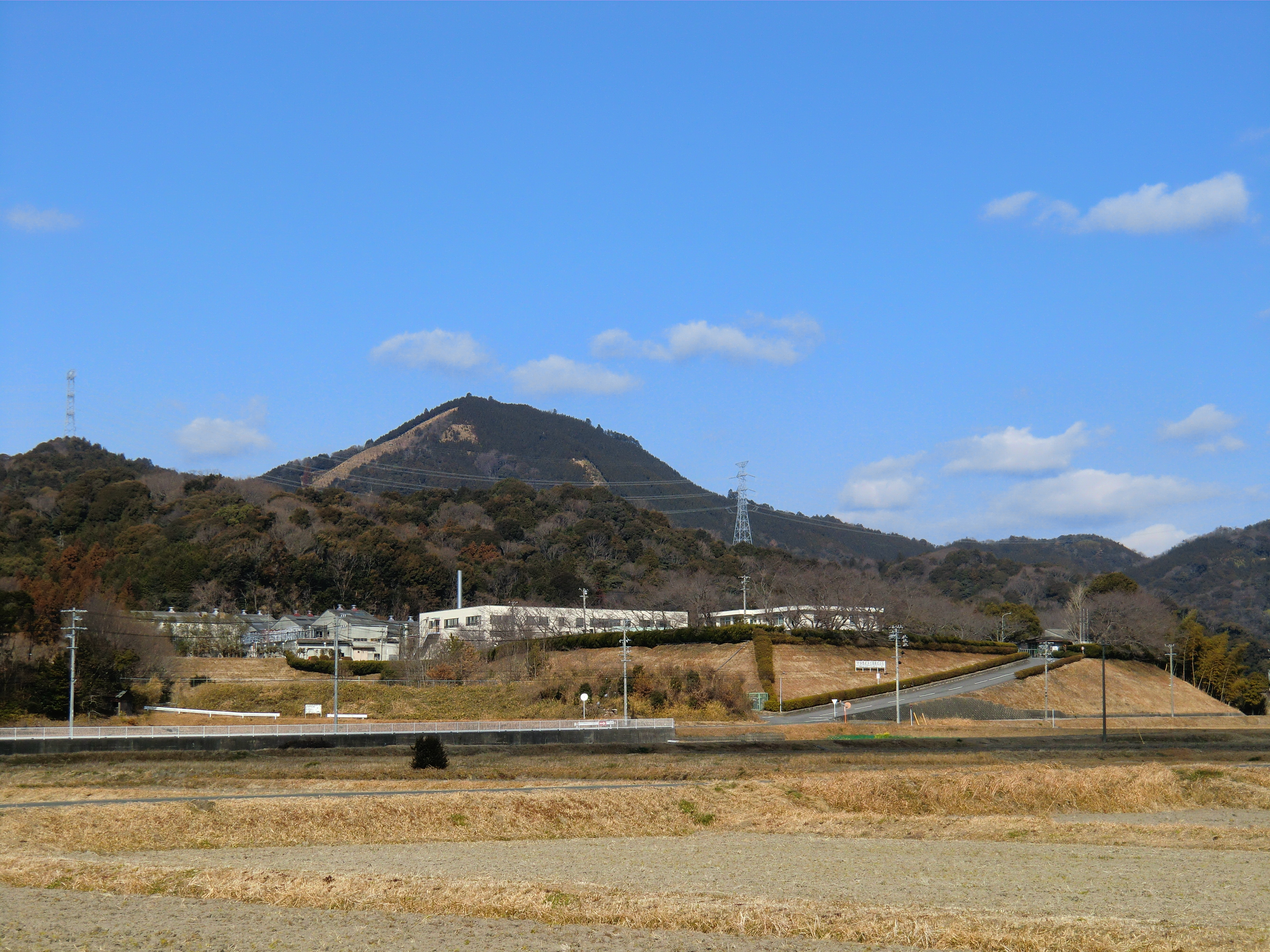
音羽工場・技術研究所

- 音羽工場・技術研究所 〒441-0201 愛知県豊川市萩町向山7番地
- ITM事業本部 〒289-0212 千葉県香取郡神崎町武田20番地8
- 北陸営業所・七尾工場 〒926-0173 石川県七尾市石崎町ヨ部1番地
  - イソライト珪藻土記念館

## 関連会社

### 国内
- イソライト建材株式会社

### 海外
- Isolite Eastern Union Refractories Co., Ltd.　Isolite Fanshin (Taiwan) Co., Ltd.（台湾）
- Isolite (Shanghai) Trading Co., Ltd.　Suzhou Isolite Eastern Union Ceramic Fiber Co., Ltd.（中華人民共和国）
- Isolite Ceramic Fibers Sdn. Bhd.　Isolite Insulating Firebrick Sdn. Bhd.（マレーシア）
- IIP Europe GmbH（ドイツ）